# Braque Saint-Germain
Braque St. Germain – jedna z ras psów należąca do grupy wyżłów i seterów. Podlega próbom pracy.

## Rys historyczny
Początki tej rasy sięgają dwóch angielskich pointerów, podarowanych królowi Francji, Karolowi X. Gdy jeden z nich padł, drugiego skojarzono z braque français. Potomstwo tych psów dało początek nowej rasie.

## Charakter i usposobienie
Większość wyżłów Saint-Germain to psy żywe, energiczne i pełne zapału do pracy. Zwykle chętnie współpracują z człowiekiem, posłusznie wykonują polecenia, są łatwe do ułożenia i z reguły posłuszne.

## Wygląd
Ten wyżeł ma dominującą białą szatę, a na niej pomarańczowe łaty różnej wielkości. Choć jego nogi są nieco dłuższe niż angielskiego pointera, braque jest psem bardzo proporcjonalnym. Ma wyraziste, złotożółte oczy, długa kufę, różowawy nos. Jego uszy są osadzone na linii oczu, szyja długa i muskularna, ogon noszony poziomo, klatka piersiowa szeroka i głęboka, przednie nogi mocne i proste a uda muskularne.